# نيقولا بيرديائيف
نيقولاى ألكسندروفيتش بِرديائف (بالفرنسية: Nicolas Berdiaev)‏،(18 مارس،1874 – 24 مارس، 1948)، فيلسوف ديني وسياسي روسي،ولد بمدينة كييف، لعائلة أرستقراطية، ويعتبر أحد أهم رواد الفلسفة الوجودية المسيحية. وقد بدأ تطوره الفكري بأن كان اشتراكيا، حاول التوفيق بين ماركس وكانت، لكنه ابتداءً من سنة 1901وتحت تأثير نيتشه خصوصًا، تخلى عن الماركسية، شارك في حركة التجديد الروسي وهى حركة دينية النزعة، أسهم في حركة إصلاح وتجديد الكنيسة الروسية، انتُخب نائبًا في (مجلس الجمهورية) الذي لم يعش طويلاً، أنشأ الأكاديمية الحرة للثقافة الروحية، وفي عام 1920 صار أستاذًا في جامعة موسكو، حيث ألقى محاضرات نشر بعضها في سنة 1923 في برلين تحت عنوان معنى التاريخ، وبعضها الآخر تحت عنوان روح دوستويفسكى. طرد من روسيا في عام 1922 باعتباره (عدوًا أيديولوجيًا للشيوعية)، فلجأ في إلى برلين، حيث عاش فيها من الفترة بين 1922- 1924. ثم انتقل إلى باريس عام 1924 حتى وفاته في 22 مارس 1948.

## حياته
ولِدَ برديائف في 18 مارس، 1874 في مدينة كييف، من أسرة أرستقراطية، أمضى طفولته في عزلة حيث تمكن من الاطلاع على كمية هائلة من الكتب، حصل عليها من مكتبة أبيه، وحين بلغ الرابعة عشر بدأ قراءة أعمال كبار الفلاسفة الألمان أمثال هيجل، وشوبنهاور، وكانت، وقد برع في اللغات منذ صغره.
التحق برديائف بجامعة كييف لدراسة القانون والعلوم الطبيعية عام 1894، وكانت هذه فترة الحمى الثورية بين الطبقة المعروفة باسم (الإنتلجنسيا)- وهى طبقة لا تعنى بالضروة رجال الفكر، بل تعنى كل الناشطين السياسيين سواء أكانوا من أهل الفكر والثقافة أم لم يكونوا - والطلاب. وفي العام 1898 قُبِضَ عليه في مظاهرة طلابية، وفصل من الجامعة، وعلى الرغم أنه درس بجامعات أخرى إلا أنه لم ينل الدرجة الجامعية؛ فقد تورط في أنشطة غير شرعية، ونفى إلى فولونطا بشمال روسيا، وكان من رفقائه في النفى سافنكوف الإرهابى الشهير، ولونتشرسكى الذي صار له في دولة السوفيت مكانة ظاهرة فأصبح مندوب الشعب في التعليم العام. وفي أثناء المنفى كتب كتابه الأول، الذي تحول فيه من الفكر الإشتراكى الماركسى إلى الفردية الوجودية.
وفى عام 1904 تزوج برديائيف وانتقل إلى سان بطرسبرج العاصمة الروسية حينها، ومركز النشاط الفكرى والثورى. حيث دخل في العديد من المناقشات الفكرية والروحية، وتخلى أخيرًا عن الراديكالية الماركسية ليركز اهتمامه على الفلسفة والدين.
وعلى الرغم من أن برديائف كان مسيحيًا مؤمنًا إلا أنه كان ناقدًا للكنيسة كمؤسسة، وقد تسبب مقاله النارى في نقد السينودس المقدس للكنيسة الأرثوذكسية الروسية في أن يُتهم بالكفر، الذي كانت عقوبته النفى إلى سيبريا مدى الحياة، إلا أن قيام الحرب العالمية الأولى والثورة البلشيفية، حال دون النظر في قضيته
وعلى الرغم من اعتناق برديائف لبعض جوانب الاشتراكية، إلا أنه لم يقبل النظام البلشيفى-الشيوعى- بسبب تسلط النظام، وسيطرة الدولة على حرية الأفراد. لكنه تقبل مشاق فترة الثورة؛ حيث سُمح له بإلقاء المحاضرات والكتابة. لكن في عام 1922 طردت الحكومة البلشيفية مئة من المثقفين البارزين، كان برديائيف من بينهم، في البداية توجه برديائف وغيره من المهاجرين إلى ألمانيا، إلا أن الظروف الاقتصادية والسياسية في ألمانيا، قد دفعت الكثير منهم -بما فيهم بيرديائف وزوجته- إلى السفر إلى باريس عام 1924. حيث أنشأ أكاديمية هناك، لتعزيز تبادل الأفكار مع المجتمع الثقافى الفرنسي. واستمر بيرديائف في الكتابة أثناء الاحتلال الألمانى لفرنسا، والعديد من كتبه نُشر بعد الحرب، والبعض الآخر نُشر بعد وفاته. كتب برديائف في الأعوام التي قضاها في فرنسا خمسة عشر كتابًا، كانت من ضمنهم أهم أعماله. وتوفى على مكتبه في ضاحية كلامار قرب باريس في 24 مارس 1948.

### أهم أفكاره الفلسفية
يُعتبر بيرديائف من المفكرين الحدسيين، فلسفته تعبر عن حياته، وعواطفه، وتجاربه الفكرية والعلمية، وثمرة اطلاع واسع على المذاهب الفكرية في مختلف العصور والحضارات، ومراقبة للأحداث الكبرى التي حدثت في حياته، وقد ألقى الضوء على مشلكة الإنسان في العصر الحاضر وموقفه بين مختلف التيارات الفكرية والسياسية والاقتصادية.
يجعل برديائف الشخصية الحرة الخلاقة محور مذهبه، وليست الشخصية عنده وسيلة وأن الغاية هي النمو الحر الكامل للشخصيات، وعنده أن الوجود الحق هو وجود الشخصية الحرة.
وفلسفة برديائيف مشتقة من تصوره للروح الإنسانية، فهو ينبذ الفكرة المادية القائلة بان العقل ليس سوى مجرد اسم يطلق على أنواع معينة من رد الفعل في العضوى الإنسان لمنبه من المنبهات، وإن الإنسان خاضع لتأثير البيئة من الناحيتين الاقتصادية والاجتماعية، فالإنسان يتلقى مؤثرات البيئة المادية والاجتماعية، ويتأثر بتجارب التاريخ، ولكنه في الاستجابته لهذه المؤثرات حر في جوهره وكائن فعال خالق، حتى في المستويات العالية من الإدراك لا يتأثر تأثرًا آليًا. فهو يعترف بأن للإنسان روحًا خلاقة، تستطيع أن تنسق جهوده وتضم أشتاتها، وتكوّن منها كلاً مركبًا، ترسم له في حرية طريق العمل، وتطوع له المادة، حتى يكوّن منها شيءًا فذًا يحمل طابعه الخاص، يعبر عن فرديته الإنسانية. وهذه الروح تدرك بالبداهة وجود القيم الأخلاقية.
وفى رأى برديائف ان إدراك الإنسان الحدسى للقيم وشعوره بالتزام التعبير عن الحب والحرية والخُلق والحق والجمال مصدرها أن الإنسان قد صيغ على مثال الله، والإنسان في جوهره خالق مبدع، وقد يأخذ خلقه صورة خلق قيم جديدة، ولكن صورة القيم منبثقة من طبيعة الله، والقيم من ثم متسامية على الإنسان، وأسمى نزوع للإنسان متجه نحو الله، وعند برديائف أن روح كل إنسان لها وجودها المستقل ولها حقوقها وإمكانياتها التي ليس لأى شيء سيطرة عليها، وهو لذلك يرفض الفلسفات التي تنكر حق الروح في الاستقلال والحرية، أو التي تنتقص قوى الإنسان وإمكانياته، أو التي تعتبر الإنسان آلة للروح العامة الشاملة، كما كان يرى هيجل وشلنج.
وفى عيوب الفلسفة المادية في نظره أنها تضعف في الإنسان الشعور برسالته، فالإنسان مدعو إلى الحياة الحرة، كما اعتبر الفلاسفة الحريون الحرية حقًا من حقوق الإنسان، ويظهر تأيد برديائف لهذه الفكرة، واضحًا من خلال موقفه المعارض للماركسية.
ويرى برديايف أن الماركسية تسلب التاريخ روحه، لتغلفها بفكرة أن الواقع التاريخي الجوهرى هو الحركة المادية الاقتصادية، وكما أن الإنسان له روح وجسد فكذلك التاريخ له ثنائيته في نظر برديائف، ومعنى التاريخ يتجلى له في الصراع بين الروح والطبيعة، فالروح تحاول أبدًا السيطرة على الطبيعة، وأن تتغلب على جبريتها، فالإنسان الذي بلغت شخصيته أوفى مراحل الاكتمال هو الرجل الذي أصبحت جهوده منبثقة من روحه الخلاقة، في حين أن الإنسان الواقع في قبضة التاريخ الأرضى يخضع للضروات.
ويرفض بيرديائف الرأى القائل بأن السعادة والكمال لا يتحققان إلا في العصور المتأخرة، وأن الأجيال السابقة تتحمل الشقاء من أجل الأجيال اللاحقة، فهو يرى أن كل فرد خلال التاريخ عنده إمكانيات بلوغ الأبدية في كل لحظة من لحظات حياته، ومن ثم فإن معنى التاريخ يمكن الوصول إليه في كل لحظة.

#### أعماله
عبّر برديائيف عن آرائه ونظرياته في سلسلة من الكتب منها :
- معنى الفعل الخلّاق 1916
- دوستويفسكى 1923
- معنى التاريخ 1923
- نهاية عصرنا، أو (عصر وسيط جديد) 1924
- ليونتيف 1926
- الحرية والروح 1927-1928
- الثورة الروسية 1931
- مصير الإنسان 1931
- المسيحية وحرب الطبقات 1931
- مصير الإنسان في العالم الحديث 1934
- العزلة والمجتمع 1934
- العقل البرجوازى 1934
- أصل الشيوعية الروسية 1937
- المسيحية ومعاداة السامية 1938
- العبودية والحرية 1939
- الفكرة الروسية 1946
- الروح والواقع 1946
- البداية والنهاية 1947
- نحو عصر جديد 1949
- الحلم والواقع 1949
- مملكة الروح ومملكة القيصر 1949
- الغيب والإنسان 1949

## روابط خارجية
- نيقولا بيرديائيف على موقع الموسوعة البريطانية (الإنجليزية)
- نيقولا بيرديائيف على موقع مونزينجر (الألمانية)